# Siegfried Loewy

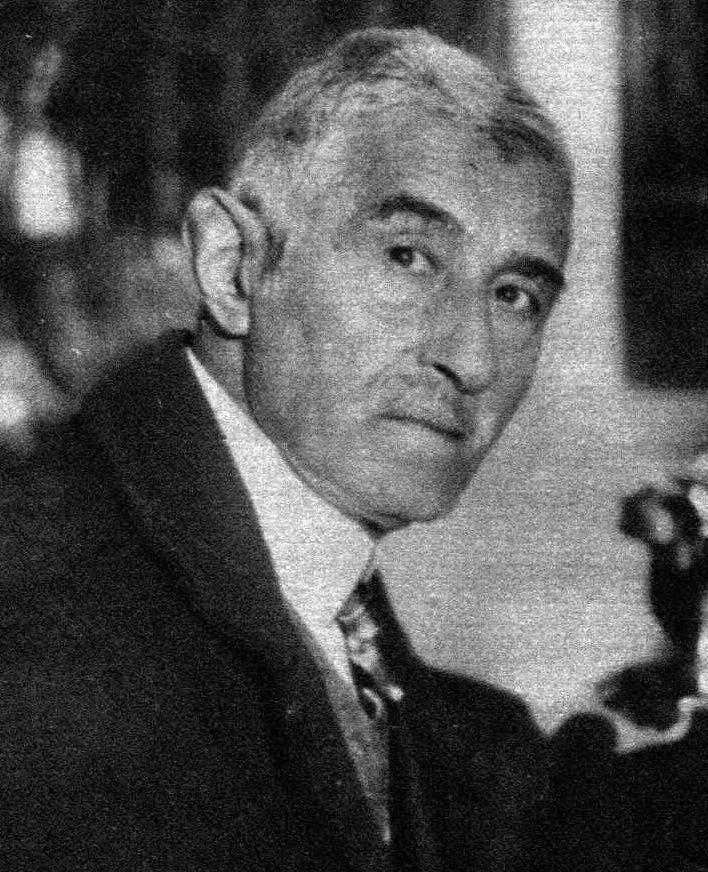
Siegfried Loewy

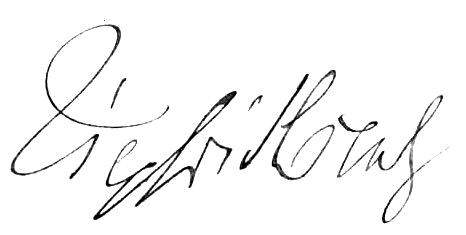
Autogramm

Siegfried Loewy, auch Siegfried Löwy, (* 1. November 1857 in Wien; † 8. Mai 1931 ebenda) war ein österreichischer Schriftsteller, Journalist und Theaterkritiker.

## Leben
Siegfried Loewy erhielt zunächst eine kaufmännische Ausbildung an der Wiener Handelsakademie, bevor er als Schriftsteller tätig wurde. Ab 1873 war er als Journalist tätig und widmete sich – seinem Interesse an der Nationalökonomie folgend – vor allem wirtschaftlichen und politischen Themen, schrieb aber auch Theaterkritiken und Feuilletons. Er war Mitarbeiter der Morgen-Post und Korrespondent des Berliner Börsen-Couriers sowie der Frankfurter Nachrichten. Mit der Gründung der Oesterreichischen Volks-Zeitung 1888 übernahm Loewy die Leitung des Wirtschaftsteils.
Loewys Interesse verlagerte sich aber immer mehr auf das Gebiet des Theaters und der Lokalgeschichte. Er verfasste Artikel mit solchen Themen im Neuen Wiener Journal, Neuen Wiener Tagblatt, in der Neuen Freie Presse, der Österreichischen Rundschau u. a. Dass Loewy ein Halbbruder des ehemaligen Wiener Hofschauspielers und  Leiters der Schauspielschule des Stern’schen Konservatoriums in Berlin Leo Friedrichs  (1842–1908) war, blieb in den Zeitungsmeldungen über dessen Tod unerwähnt.
Siegfried Loewy veröffentlichte in den 1920er Jahren einige Bücher, in denen er auch seine persönlichen Erinnerungen an Künstler festhielt.
Nicht zuletzt durch seine Frau – Loewy war seit 1889 mit der Sängerin Antonie Hartmann verheiratet, mit der er vier Söhne hatte – verkehrte er viel in Künstlerkreisen und war mit einigen enger befreundet, so mit Alexander Girardi und Johann Strauss (Sohn). Er unterstützte Felix Salten bei der Gründung des ersten österreichischen Kabaretts Jung-Wiener Theater zum lieben Augustin und setzte sich für die Errichtung der Denkmäler in Wien für Ferdinand Raimund (1898), Josef Kainz (1911), Alexander Girardi (1929) und für das Johann-Strauß-Denkmal (1921) ein. Für Carl Michael Ziehrer verfasste er den Text zu dessen Walzerlied Wien über Alles! Opus 409.

## Werke
- Johann Strauß an der schönen blauen Donau. Drehbuch, gemeinsam mit Alfred Deutsch-German, 1913.
- Aus Wiens großer Theaterzeit. Monographien und persönliche Erinnerungen. Paul Knepler, Wien 1921 (Digitalisat).
- Deutsche Theaterkunst von Goethe bis Reinhardt. Mit einem Anhang: Das alte Wiener Volkstheater. Paul Knepler, Wien 1923.
- Johann Strauß der Spielmann von der blauen Donau. Lebensfragmente. Wiener Literarische Anstalt, Wien 1924.
- Rund um Johann Strauss. Momentbilder aus einem Künstlerleben. Paul Knepler, Wien 1925.
- Altwiener Familien. (Tagblatt-Bibliothek Nr. 164/165). Steyrermühl, Wien 1925
- Das Burgtheater im Wandel der Zeiten. Kleine Bausteine zur Geschichte dieser Kunststätte. Mit einem Vorwort von Hermann Bahr. Paul Knepler, Wien 1926.